# علیشاه (شبستر)
علیشاه یکی از شهرهای بخش مرکزی شهرستان شبستر در استان آذربایجان شرقی است که از این شهر میتوان کوه میشو (میشو داغی) را مشاهده کرد. 
شهر علیشاه یکی از مناطق با آب و هوای عالی است. این شهر ۳٬۰۱۰ نفر جمعیت دارد و در تاریخ ۲۹ خرداد ۱۳۹۸ خورشیدی با تصویب هیئت وزیران به شهر ارتقا یافت.
علیشاه به دلیل وجود کارخانجات صنعتی که تعداد آن‌ها به بیش از ۵۰ واحد تولیدی می‌رسد، به تولید مواد غذایی از قبیل کیک، لواشک، کلوچه، آب‌نبات، نبات و...
‌ واحدهای تولیدی دامی و ... میپردازند. این شهر یک شهر فعال در زمینهٔ صنعت است که درصد بیکاری در آن صفر است. علیشاه دارای باغ‌های متنوع هلو، سیب ، آلبالو،  زردآلو، گردو و سایر میوه‌ها و مرکبات است و یکی از قطب‌های صادرکننده هلو در استان است.